# تله‌نور

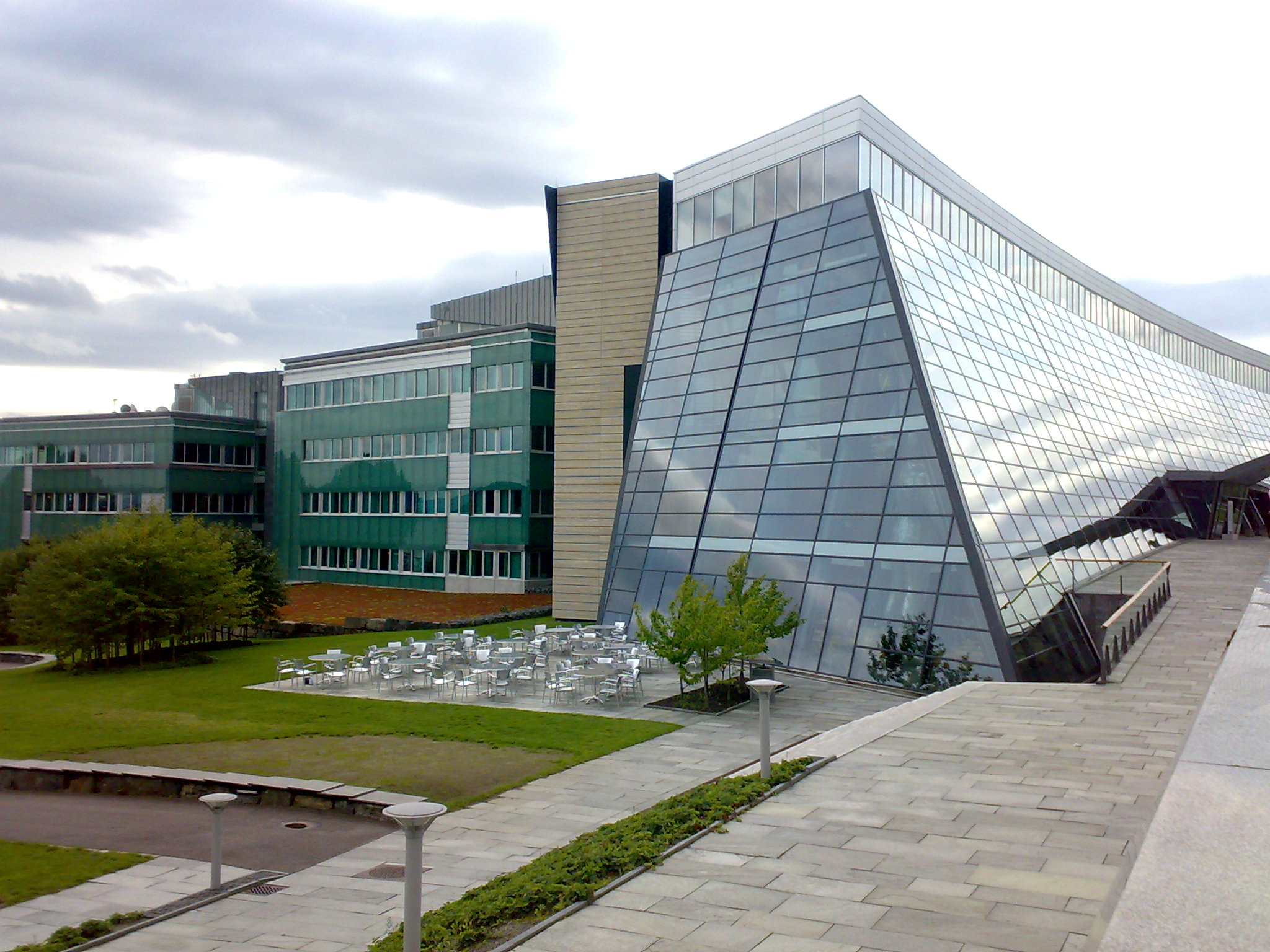
ساختمان مرکزی شرکت تله‌نور، در شهر فورنیبو، نروژ

تله‌نور (به نروژی: Telenor) شرکت مخابرات نروژی است، که دفتر مرکزی آن در شهر فورنیبو، در نزدیکی اسلو، مستقر می‌باشد. امروزه گروه تله‌نور فعالیت‌های خود را بر بخش حامل‌های بی‌سیم بین‌المللی متمرکز نموده و در اروپای شرقی، اسکاندیناوی و آسیا، عمدتأ تحت نام تجاری تله‌نور فعالیت می‌کند.
در پایان سال ۲۰۱۰ تعداد مشترکین این شرکت ۲۰۳ میلیون نفر اعلام شد، که با توجه به این آمار، تله‌نور را باید در زمره بزرگترین اپراتورهای تلفن همراه جهان محسوب نمود. علاوه بر این، تله‌نور یکی از بزرگترین توزیع‌کننده‌های پهنای باند اینترنتی و تلویزیون کابلی، در اروپا می‌باشد. بخشی از سهام این شرکت در بازارهای بورس اسلو و بورس نزدک معامله می‌شود.